# BPM 132
『BPM 132』（ビーピーエム 132）は、日本の音楽ユニットTWO-MIXが1995年8月23日に発売された1枚目のオリジナルアルバム。

## 概要
TWO-MIXの1stオリジナルアルバムであり、初期のアルバムシリーズである『BPMシリーズ』の第1弾して発売された。
デビューシングル「JUST COMMUNICATION」をはじめとし、中部テレメッセージのCMソングとして起用された「DIVIN' TO PARADISE」の全10曲が収録されている。

## 批評
『CDジャーナル』は、「まるでt○○! と言ってしまっては元も子もないが。最近日本の売れ線ポップスが一気にアプローチを施し始めた、ユーロビートと歌謡メロディをミックスさせた楽曲を奏でるTWO-MIX。作品自体は良質だけに、カラオケや車のBGMには最適です。」と批評した。

## 収録曲
| 全作詞: 永野椎菜、全編曲: TWO-MIX。 |                        |                     |            |      |
| #                                   | タイトル               | 作詞                | 作曲       | 時間 |
| 1.                                  | 「JUST COMMUNICATION」 | 永野椎菜 [ 注釈 1 ] | 馬飼野康二 | 4:17 |
| 2.                                  | 「GOOD DANCE!!」       | 永野椎菜 [ 注釈 1 ] | 高山みなみ | 4:20 |
| 3.                                  | 「THOUSAND NIGHTS」    | 永野椎菜 [ 注釈 1 ] | 高山みなみ | 4:29 |
| 4.                                  | 「FRIEND」             | 永野椎菜 [ 注釈 1 ] | 高山みなみ | 4:15 |
| 5.                                  | 「SILENT CRUISING」    | 永野椎菜 [ 注釈 1 ] | 高山みなみ | 4:34 |
| 6.                                  | 「CALLIN' YOU」        | 永野椎菜 [ 注釈 1 ] | 高山みなみ | 4:15 |
| 7.                                  | 「DIVIN' TO PARADISE」 | 永野椎菜 [ 注釈 1 ] | 高山みなみ | 4:56 |
| 8.                                  | 「I LOVE YOU」         | 永野椎菜 [ 注釈 1 ] | 高山みなみ | 4:47 |
| 9.                                  | 「SECOND IMPRESSION」  | 永野椎菜 [ 注釈 1 ] | 高山みなみ | 4:51 |
| 10.                                 | 「YOU CAN DO IT」      | 永野椎菜 [ 注釈 1 ] | 高山みなみ | 4:11 |

## 曲解説
1. JUST COMMUNICATION
  - デビュー曲。
  - テレビアニメ『新機動戦記ガンダムW』前期オープニングテーマに起用された。
2. GOOD DANCE!!
3. THOUSAND NIGHTS
  - 5thアルバム『DREAM TACTIX』に「THOUSAND NIGHTS '98 SELECTION」のタイトルでリミックスされた。
  - 2022年に発売のトリビュート・アルバム『TWO-MIX Tribute Album "Crysta-Rhythm"』にて、奥井亜紀がカバー[3]。
4. FRIEND
5. SILENT CRUISING
6. CALLIN' YOU
  - テレビ朝日で放送されたドラマ『せつない〜TOKYO HEART BREAK〜』に起用されるにあたってリミックスされ[4]、5thアルバム『DREAM TACTIX』に「CALLIN' YOU '98 SELECTION」として収録されている。
7. DIVIN' TO PARADISE
  - 中部テレメッセージ CMソング。
8. I LOVE YOU
  - 5thアルバム『DREAM TACTIX』に「I LOVE YOU '98 SELECTION」のタイトルでリミックスされた。
9. SECOND IMPRESSION
  - 「JUST COMMUNICATION」のc/w曲。
10. YOU CAN DO IT

## リリース履歴
| No. | 日付          | レーベル             | 規格 | 規格品番 | 最高順位 | 備考 |
| --- | ------------- | -------------------- | ---- | -------- | -------- | ---- |
| 1   | 1995年8月23日 | キングレコード / KMW | CD   | KICS-502 | 16位     |      |